# Jerzy Skrobecki
Jerzy Skrobecki (ur. 7 października 1952 w Suwałkach) – polski trener siatkówki kobiet, trener reprezentacji Polski seniorek (1996-1999), zdobywca tytułu mistrza Polski z żeńską drużyną Pałacu Bydgoszcz (1993)

## Życiorys
Ukończył studia w Wyższej Szkole Wychowania Fizycznego w Gdańsku. Pracę trenerską rozpoczął jeszcze w czasach studenckich. W latach 80 był m.in. asystentem Janusza Badory w Gedanii, a następnie trenerem II-ligowego Startu Gdynia. Ze Startem wywalczył w sezonie 1988/1989 awans do ekstraklasy. Jego drużyna została zlikwidowana, a on sam ze swoimi zawodniczkami przeszedł do Gedanii. Z klubem z Gdańska wywalczył w 1991 wicemistrzostwo Polski. Od 1992 do 1997 był trenerem Pałacu Bydgoszcz. Z bydgoskim klubem wywalczył mistrzostwo Polski w 1993. 
W latach 1996–1999 trenował reprezentację Polski seniorek (w 1996 równocześnie z pracą w Pałacu). Z reprezentacją wystąpił na mistrzostwach Europy w 1997 (6 miejsce) i 1999 (8 miejsce). Pierwszy z tych startów uznano za umiarkowany sukces, natomiast drugi za porażkę, albowiem przed zawodami Polska była jednym z kandydatów do medalu. W 1999 prowadził także juniorską reprezentację Polski na mistrzostwach świata (5 miejsce). 
Po ME w 1999 został zwolniony z funkcji trenera reprezentacji i ponownie został trenerem Pałacu Bydgoszcz (do końca sezonu 1999/2000).
W 2004 i ponownie rok później zdobył z siatkarkami reprezentującymi Akademię Wychowania Fizycznego w Gdańsku akademickie mistrzostwo Europy. W kolejnych latach pracował w Gedanii, Stali Mielec, ponownie Gedanii i TPS Rumia. Ten ostatni klub wprowadził w 2010 do ekstraklasy. Z funkcji trenera klubu z Rumi został zwolniony przed końcem sezonu 2010/2011, a sam zespół nie uniknął ostatecznie degradacji. Od listopada 2018 trenuje chiński zespół KS AZS AWFiS Gdańsk Beijing Sport University I, którego zawodnicy przez 9 miesięcy 2019 będą przebywać w Polsce.
Jest wykładowcą Akademii Wychowania Fizycznego i Sportu w Gdańsku. W 2005 obronił pracę doktorską Kryteria oceny sprawności fizycznej specjalnej siatkarek na różnych poziomach zaawansowania sportowego. Od 1983 mieszka w Rumi.